# Antropologia teatral
Como define seu principal teórico e fundador Eugenio Barba. A antropologia teatral é uma ciência pragmática que estuda as bases técnicas do trabalho do ator a partir de um processo comparativo com os vários estilos de interpretação do teatro oriental e ocidental. Esta atividade de investigação comparativa acontece na ISTA (International School of Theatre Anthropology), uma rede internacional e multi-cultural de performers, atores, estudiosos e acadêmicos do teatro fundada em 1979, uma espécie de universidade livre itinerante cujo foco central é a antropologia teatral.